# Avro 626
Avro 626 – samolot szkolno-treningowy, budowany w Wielkiej Brytanii w okresie międzywojennym.

## Historia
Po sukcesie samolotu szkolnego Avro 621 Tutor, wytwórnia lotnicza Avro rozpoczęła pracę nad konstrukcją samolotu treningowego przeznaczonego na eksport. Podobnie jak poprzednika, zaprojektował go Roy Chadwick. Avro 626 miał być w założeniu samolotem bardziej uniwersalnym, służąc do szkolenia nie tylko pilotów, ale także strzelców pokładowych, nawigatorów, bombardierów, w lotach nocnych i bez widoczności. Oprócz dwóch miejsc dla ucznia i instruktora przewidziano w nim kokpit dla strzelca z obrotnicą karabinu maszynowego. Zaprojektowano również wersję na pływakach.
Prototyp oblatano w 1930 roku. Rok później samolot został zaprezentowany potencjalnym nabywcom z państw Ameryki Południowej. Pierwsze zamówienie złożyły argentyńskie siły zbrojne, na 15 maszyn. Ogółem do 1939 roku wyprodukowano 198 egzemplarzy Avro 626, eksportowanych do kilkunastu państw europejskich, południowoamerykańskich, azjatyckich i Egiptu. Dla chińskich sił powietrznych opracowano wersję rozpoznawczą, uzbrojoną w dwa karabiny maszynowe: stały strzelający do przodu i ruchomy na obrotnicy w kabinie obserwatora. Wyprodukowano osiem egzemplarzy tego samolotu, nazwanego Avro 637. 
Portugalia, oprócz zamówienia 26 samolotów, zakupiła też licencję na produkcję kolejnych w państwowej fabryce OGMA. Również w Czechosłowacji podjęto produkcje licencyjną Avro 626 ze zmienionym silnikiem, pod oznaczeniem Tatra T-126. Bliżej nieznaną liczbę samolotów zbudowano tam na potrzeby własnego lotnictwa oraz na eksport do Turcji i krajów bałtyckich.
Royal Air Force zamówił w 1935 roku siedem egzemplarzy w wersji dwumiejscowej, pozbawionej stanowiska strzelca. Nazwane Avro Prefect używane były w szkole nawigacji w Andover. Tej samej nazwy używano dla samolotów Royal New Zealand Air Force.

## Konstrukcja
Avro 626 był dwumiejscowym dwupłatem konstrukcji metalowej, krytej płótnem, o stałym, klasycznym podwoziu z płozą lub, w maszynach późniejszej produkcji, kółkiem ogonowym. Za miejscami ucznia i instruktora znajdował się dodatkowy kokpit, wyposażony w obrotnicę karabinu maszynowego oraz przyrządy szkoleniowe dla nawigatorów, radiooperatorów i strzelców pokładowych. Samolot napędzany był różnymi silnikami, najczęściej spotykanym był 7-cylindrowy silnik gwiazdowy Armstrong-Siddeley Lynx IVC o mocy maksymalnej 240 hp (177 kW), poruszający dwułopatowe śmigło.